# 259-й отдельный инженерный батальон
259-й отдельный инженерный батальон — воинское подразделение в вооружённых силах СССР во время Великой Отечественной войны.

## История
Переформирован из 259-го отдельного инженерно-строительного батальона 14.02.1942 года.
В составе действующей армии с 14.02.1942 по 09.02.1943 года.
С момента формирования являлся инженерным батальоном 14-й армии, находился на оборонительных рубежах в Заполярье, а с конца 1942 года - в Карелии на кестеньгском и ухтинском направлениях.
09.02.1943 года переформирован в  169-й отдельный батальон инженерных заграждений (3-го формирования)

### Подчинение
| Дата            | Фронт (округ)    | Армия      | Корпус | Примечания |
| --------------- | ---------------- | ---------- | ------ | ---------- |
| 01.03.1942 года | Карельский фронт | 14-я армия | -      | -          |
| 01.04.1942 года | Карельский фронт | 14-я армия | -      | -          |
| 01.05.1942 года | Карельский фронт | 14-я армия | -      | -          |
| 01.06.1942 года | Карельский фронт | 14-я армия | -      | -          |
| 01.07.1942 года | Карельский фронт | 14-я армия | -      | -          |
| 01.08.1942 года | Карельский фронт | 14-я армия | -      | -          |
| 01.09.1942 года | Карельский фронт | 14-я армия | -      | -          |
| 01.10.1942 года | Карельский фронт | 14-я армия | -      | -          |
| 01.11.1942 года | Карельский фронт | 26-я армия | -      | -          |
| 01.12.1942 года | Карельский фронт | 26-я армия | -      | -          |
| 01.01.1943 года | Карельский фронт | 26-я армия | -      | -          |
| 01.02.1943 года | Карельский фронт | 26-я армия | -      | -          |

## Другие инженерно-сапёрные формирования с тем же номером
- 259-й отдельный сапёрный батальон Северо-Западного фронта
- 259-й отдельный сапёрный батальон 117-й стрелковой дивизии (1-го формирования)
- 259-й отдельный сапёрный батальон 117-й стрелковой дивизии (2-го формирования)
- 259-й отдельный инженерно-строительный батальон
- 259-й отдельный инженерно-сапёрный батальон